# Elisângela Adriano
Elisângela Maria Adriano (San Paolo, 27 luglio 1972) è un'ex discobola e pesista brasiliana.

## Palmarès
| Anno | Manifestazione          | Sede             | Evento           | Risultato | Misura  | Note                                                             |
| ---- | ----------------------- | ---------------- | ---------------- | --------- | ------- | ---------------------------------------------------------------- |
| 1991 | Campionati sudamericani | Manaus           | Getto del peso   | Argento   | 16,04 m |                                                                  |
| 1993 | Campionati sudamericani | Lima             | Getto del peso   | Oro       | 16,47 m | Record dei campionati                                            |
| 1993 | Campionati sudamericani | Lima             | Lancio del disco | Argento   | 53,16 m |                                                                  |
| 1995 | Campionati sudamericani | Manaus           | Getto del peso   | Oro       | 17,37 m | Record dei campionati                                            |
| 1996 | Olimpiadi               | Atlanta          | Getto del peso   | 21ª       | 16,49 m |                                                                  |
| 1997 | Mondiali indoor         | Parigi           | Getto del peso   | 11ª       | 17,45 m |                                                                  |
| 1997 | Campionati sudamericani | Mar del Plata    | Getto del peso   | Oro       | 18,16 m | Record dei campionati                                            |
| 1997 | Campionati sudamericani | Mar del Plata    | Lancio del disco | Oro       | 58,46 m | Record dei campionati                                            |
| 1997 | Mondiali                | Atene            | Getto del peso   | 19ª       | 17,71 m |                                                                  |
| 1997 | Mondiali                | Atene            | Lancio del disco | 18ª       | 57,88 m |                                                                  |
| 1997 | Universiadi             | Catania          | Getto del peso   | 5ª        | 17,88 m |                                                                  |
| 1997 | Universiadi             | Catania          | Lancio del disco | 5ª        | 57,56 m |                                                                  |
| 1999 | Campionati sudamericani | Bogotà           | Getto del peso   | Oro       | 19,02 m | Record dei campionati · Miglior prestazione personale            |
| 1999 | Campionati sudamericani | Bogotà           | Lancio del disco | Oro       | 60,27 m | Record dei campionati                                            |
| 1999 | Universiadi             | Palma di Maiorca | Getto del peso   | Bronzo    | 18,17 m |                                                                  |
| 1999 | Universiadi             | Palma di Maiorca | Lancio del disco | Bronzo    | 62,23 m | Record sudamericano                                              |
| 1999 | Giochi panamericani     | Winnipeg         | Getto del peso   | 4ª        | 18,00 m |                                                                  |
| 1999 | Giochi panamericani     | Winnipeg         | Lancio del disco | Oro       | 60,02 m |                                                                  |
| 2001 | Campionati sudamericani | Manaus           | Getto del peso   | Oro       | 17,93 m |                                                                  |
| 2001 | Campionati sudamericani | Manaus           | Lancio del disco | Oro       | 58,40 m |                                                                  |
| 2001 | Mondiali                | Edmonton         | Getto del peso   | 11ª       | 18,06 m |                                                                  |
| 2003 | Giochi panamericani     | Santo Domingo    | Getto del peso   | Argento   | 18,48 m |                                                                  |
| 2003 | Giochi panamericani     | Santo Domingo    | Lancio del disco | 5ª        | 58,80 m |                                                                  |
| 2003 | Campionati sudamericani | Barquisimeto     | Getto del peso   | Oro       | 18,34 m |                                                                  |
| 2003 | Campionati sudamericani | Barquisimeto     | Lancio del disco | Oro       | 58,37 m |                                                                  |
| 2003 | Mondiali                | Parigi           | Getto del peso   | 9ª        | 18,11 m |                                                                  |
| 2003 | Mondiali                | Parigi           | Lancio del disco | 18ª       | 57,69 m |                                                                  |
| 2004 | Mondiali indoor         | Budapest         | Getto del peso   | 18ª       | 16,64 m |                                                                  |
| 2004 | Olimpiadi               | Atene            | Getto del peso   | 17ª       | 17,44 m |                                                                  |
| 2004 | Olimpiadi               | Atene            | Lancio del disco | 26ª       | 58,13 m |                                                                  |
| 2005 | Mondiali                | Helsinki         | Getto del peso   | 20ª       | 16,94 m |                                                                  |
| 2006 | Campionati sudamericani | Tunja            | Getto del peso   | Oro       | 17,37 m | Miglior prestazione personale stagionale                         |
| 2006 | Campionati sudamericani | Tunja            | Lancio del disco | Oro       | 56,18 m |                                                                  |
| 2007 | Campionati sudamericani | San Paolo        | Getto del peso   | Oro       | 17,41 m |                                                                  |
| 2007 | Campionati sudamericani | San Paolo        | Lancio del disco | Oro       | 59,85 m |                                                                  |
| 2007 | Giochi panamericani     | Rio de Janeiro   | Getto del peso   | 6ª        | 17,73 m |                                                                  |
| 2007 | Giochi panamericani     | Rio de Janeiro   | Lancio del disco | Bronzo    | 60,27 m |                                                                  |
| 2007 | Mondiali                | Osaka            | Getto del peso   | 19ª (q)   | 17,07 m |                                                                  |
| 2007 | Mondiali                | Osaka            | Lancio del disco | 22ª (q)   | 57,21 m |                                                                  |
| 2008 | Olimpiadi               | Pechino          | Lancio del disco | 19ª       | 58,84 m |                                                                  |
| 2009 | Campionati sudamericani | Lima             | Getto del peso   | Argento   | 16,63 m |                                                                  |
| 2009 | Campionati sudamericani | Lima             | Lancio del disco | Oro       | 61,00 m | Record dei campionati · Miglior prestazione personale stagionale |
| 2009 | Mondiali                | Berlino          | Lancio del disco | 29ª (q)   | 55,75 m |                                                                  |
| 2011 | Campionati sudamericani | Buenos Aires     | Getto del peso   | Argento   | 16,55 m |                                                                  |
| 2011 | Mondiali                | Taegu            | Lancio del disco | 21ª (q)   | 56,45 m |                                                                  |
| 2011 | Giochi panamericani     | Guadalajara      | Lancio del disco | 8ª        | 54,08 m |                                                                  |